# Jamsväxter
Jamsväxter  (Dioscoreaceae) är en familj med cirka 870 arter fördelade på fyra släkten. Ibland förs även taccaväxter (Taccaceae) hit.